# Luka Žvižej
Luka Žvižej, né le 9 décembre 1980 à Celje, est un joueur de handball slovène évoluant au poste d'ailier gauche. Il est le frère aîné de Miha Žvižej, également handballeur international.
En 2004, il participe aux Jeux olympiques d'Athènes avec la Slovénie.

## Palmarès
Compétitions internationales
- vainqueur de la Ligue des champions en 2005

Compétitions nationales
- champion d'Espagne en 2006
- champion de Slovénie en 1999, 2001, 2003, 2014, 2015, 2016 et 2017
- Vainqueur de la coupe de Slovénie en 1999, 2001, 2003, 2012, 2013, 2014, 2015, 2016 et 2017